# Stefan Schmid (Triathlet, 1986)
Stefan Schmid (* 28. Dezember 1986 in Peißenberg) ist ein ehemaliger deutscher Triathlet und Ironman-Sieger (2015). Er wird in der Bestenliste deutscher Triathleten auf der Ironman-Distanz geführt.

## Werdegang
Stefan Schmid begann 1998 mit dem Triathlon.

2010 wurde er Deutscher Triathlon-Meister auf der Mitteldistanz in der Altersgruppe M20 und im Oktober 2010 gewann Schmid seine Altersklasse der 18- bis 24-jährigen Männer beim Ironman Hawaii.
Seit 2011 war Schmid als Profi-Athlet aktiv und er startete für den Verein Post SV Weilheim.
2013 konnte er sich erneut für einen Startplatz beim Ironman Hawaii qualifizieren, als jüngster Profi in diesem Rennen erreichte er den 26. Rang.
Im Juli 2015 wurde er in Roth Vierter bei den Deutschen Meisterschaften auf der Triathlon-Langdistanz und im November konnte er in Cozumel den Ironman Mexico gewinnen.
In der Saison 2016 startete Schmid für das österreichische pewag racing team des Kettenherstellers pewag. Seit 2017 tritt Schmid nicht mehr international in Erscheinung.

## Sportliche Erfolge
| Datum/Jahr   | Platz | Wettbewerb                                         | Austragungsort  | Zeit     | Bemerkung                                 |
| ------------ | ----- | -------------------------------------------------- | --------------- | -------- | ----------------------------------------- |
| 7. Juli 2013 | 8     | Ironman 70.3 Norway                                | Haugesund       |          |                                           |
| 2. Sep. 2012 | 9     | Ironman 70.3 Ireland                               | Galway          |          |                                           |
| 3. Juni 2012 | 12    | Ironman 70.3 Switzerland                           | Rapperswil-Jona | 04:01:33 | [ 3 ]                                     |
| 12. Mai 2012 | 8     | Ironman 70.3 Mallorca                              | Alcúdia         |          |                                           |
| 6. Juni 2010 | 3     | DTU Deutsche Triathlon-Meisterschaft Mitteldistanz | Kulmbach        |          | Deutscher Meister in der Altersklasse M20 |

| Datum/Jahr    | Platz | Wettbewerb             | Austragungsort | Zeit     | Bemerkung                                                                                |  |
| ------------- | ----- | ---------------------- | -------------- | -------- | ---------------------------------------------------------------------------------------- |  |
| 26. Nov. 2017 | 4     | Ironman Mexico         | Cozumel        | 07:59:44 | persönliche Ironman-Bestzeit                                                             |  |
| 5. Juni 2016  | 3     | Ironman France         | Nizza          | 08:33:18 |                                                                                          |  |
| 29. Nov. 2015 | 1     | Ironman Mexico         | Cozumel        | 08:12:27 | erster Ironman-Sieg                                                                      |  |
| 27. Sep. 2015 | 3     | Ironman Chattanooga    | Chattanooga    | 08:08:40 | nur acht Sekunden hitter dem Sieger, dem Esten Kirill Kotšegarov                         |  |
| 12. Juli 2015 | 5     | Challenge Roth         | Roth           | 08:11:04 |                                                                                          |  |
| 9. Nov. 2014  | 4     | Ironman Fortaleza      | Fortaleza      | 08:58:08 |                                                                                          |  |
| 24. Aug. 2014 | 4     | MetaMan Triathlon      | Bintan         | 08:37:33 | [ 5 ]                                                                                    |  |
| Okt. 2013     | 26    | Ironman Hawaii         | Hawaii         | 08:53:56 |                                                                                          |  |
| 18. Aug. 2013 | 6     | Ironman Mont-Tremblant | Québec         | 08:36:32 | [ 6 ]                                                                                    |  |
| 26. Mai 2013  | 3     | Ironman Brasil         | Florianópolis  | 08:25:02 |                                                                                          |  |
| 25. Nov. 2012 | 9     | Ironman Mexico         | Cozumel        | 08:41:09 | als bester Deutscher                                                                     |  |
| 8. Juli 2012  | 11    | Ironman Germany        | Frankfurt      | 08:44:49 | Ironman European Championship                                                            |  |
| 20. Nov. 2011 | 13    | Ironman Arizona        | Tempe          | 08:32:59 | [ 7 ]                                                                                    |  |
| 11. Sep. 2011 | 2     | Ironman Wisconsin      | Madison        | 08:57:51 | Zweiter hinter dem Argentinier Ezequiel Morales                                          |  |
| 9. Okt. 2010  | 41    | Ironman Hawaii         | Hawaii         | 08:55:26 | Sieger der Altersklasse M18-24                                                           |  |
| 25. Juli 2010 | 6     | Ironman Switzerland    | Zürich         | 08:38:59 | Sieger der Altersklasse M18-24 und qualifiziert für einen Startplatz beim Ironman Hawaii |  |
| 9. Sep. 2007  | 11    | Ironman Wisconsin      | Madison        | 09:17:13 | Sieger der Altersklasse M18-24 und qualifiziert für einen Startplatz beim Ironman Hawaii |  |